# 阿卜杜勒·拉赫曼·哈桑·阿扎姆
阿卜杜勒·拉赫曼·哈桑·阿扎姆（阿拉伯语：‎，1893年3月8日—1976年6月2日），簡稱阿扎姆帕夏，是一位埃及外交官和政治人物。 1945年3月22日至1952年9月期間出任阿拉伯联盟秘書長，他也是阿拉伯联盟第一任秘书长。 
他是一位埃及民族主义者以及泛阿拉伯主义者，而且反对巴勒斯坦地区分治（聯合國大會第181號決議）。 